# روبي روبنسون
روبي روبنسون (بالإنجليزية: Robbie Robinson)‏ (17 ديسمبر 1998 بكامدن في الولايات المتحدة - ) هو لاعب كرة قدم أمريكي في مركز الهجوم.

## وصلات خارجية
- روبي روبنسون على موقع الدوري الأمريكي (الإنجليزية)
- روبي روبنسون على موقع قاعدة بيانات كرة القدم.إي يو (الإنجليزية)
- روبي روبنسون على موقع Soccerway.com (الإنجليزية)